# Áreas de Governo Local da Gâmbia
A Gâmbia está dividida, em paralelo com as divisões da Gâmbia, em oito Áreas de Governo Local:
| Subdiviões ou LGA | Capital        | Área (km²) | população (censo 2003) | Divisão/Cidade |
| Banjul            | Banjul         | 12         | 34.828                 | Banjul         |
| Basse             | Basse Santa Su | 2.069      | 183.033                | Upper River    |
| Brikama           | Brikama        | 1.764      | 392.987                | Western        |
| Janjanbureh       | Janjanbureh    | 1.280      | 106.799                | Central River  |
| Kanifing          | Kanifing       | 76         | 322.410                | Banjul         |
| Kerewan           | Kerewan        | 2.256      | 172.806                | North Bank     |
| Kuntaur           | Kuntaur        | 1.614      | 79.098                 | Central River  |
| Mansakonko        | Mansakonko     | 1.618      | 72.546                 | Lower River    |
| Total             |                | 10.689     | 1.364.507              |                |